# Vid den stora floden
Vid den stora floden är en roman av den svenske författaren Lars Jakobson, publicerad 2006.
Romanen tar avstamp i 11 september-attackerna mot World Trade Center och det påföljande kriget mot terrorismen. Två berättelser löper parallellt i boken: dels i ovankant, dels i underkant på sidorna. Lästa tillsammans berättar de historien om en kvinnlig CIA-agent, Jessica Eaves, vars rutinuppdrag går fel, och de dramatiska följder det får för hennes liv - följder som till slut leder henne ända till det mytologiska Babylon.
Boken har uppmärksammats för sin ovanliga berättarstruktur. Jonas Ingvarsson menar till exempel att den tudelade berättelsen och dess typografiska utformning "etablerar /.../ läsarens frihet som en närmast omöjlig position. /.../ Det som inträffar i läsakten är en osäkerhet om hur vi fysiskt ska ta oss igenom texten. /.../ Vad som blir uppenbart är att vi inte kan följa två spår samtidigt, vi måste göra ett val, något som etablerar en stark bokmateriell närvaro."
"Vid den stora floden" togs väl emot av kritikerna. I Kristianstadsbladet skrev Maria Ehrenberg om "en tät, koncentrerad och ohyggligt välskriven bok om ett angeläget och otäckt ämne" och i SvD ansåg Johan Lundberg att denna berättelse som "utspelar sig mellan torn som rasar: skyskrapans torn kontra Babels torn" beskrev en "ondska" som "framstår som mångbottnad och dess verkningar som hudlöst verklighetsnära".